# Elecciones parciales de Jersey de 2000
Elecciones parciales de diputados tuvieron lugar en 2000 en Jersey.

## Distrito #1 de St. Helier
Fecha de elección: mayo de 2000
- Judy Martin 190 votos
- Harry Cole 182 votos
- David Pipon 165 votos
- Geno Gouveia 134 votos
- Chris Whitworth 36 votos